# Veldin Hodža
Veldin Hodža (Rijeka, Croacia, 15 de octubre de 2002) es un futbolista croata que juega como centrocampista en el F. C. Rubin Kazán de la Liga Premier de Rusia.

## Trayectoria
El 7 de octubre de 2020 debutó en competición absoluta contra el NK Dilj en la primera ronda de la Copa de Fútbol de Croacia. Marcó un gol en el minuto 69 y el Rijeka ganó 6-0. El 26 de noviembre de 2020 hizo su primera aparición en una competición de copa europea, entrando como suplente en el minuto 87 por Adam Gnezda Čerin en su partido de la fase de grupos de la Liga Europa de la UEFA contra la S. S. C. Napoli. Posteriormente, se incorporó al HNK Orijent 1919 en calidad de cedido en el mercado de invierno. Fue cedido al Orijent y regresó al Rijeka, donde se rescindió formalmente su contrato y se incorporó al recién ascendido N. K. Hrvatski Dragovoljac para ayudar en su lucha por el descenso.
El 20 de junio de 2022 se reincorporó a su antiguo club, el Rijeka, firmando un contrato hasta el verano de 2024.

## Selección nacional
Representa a Croacia en las categorías inferiores y ha disputado varios partidos con varias selecciones juveniles. Fue convocado por el seleccionador de Croacia sub-21, Igor Bišćan, para sus partidos de clasificación para la Eurocopa Sub-21 de 2023 contra Noruega el 3 de junio de 2022 y contra Estonia el 8 de junio de 2022.

## Vida personal
Nacido en Rijeka, es de origen Gorani de Restelicë.

## Estadísticas

### Clubes
Actualizado al último partido disputado el 2 de octubre de 2022.
| Club                                 | Div.          | Temporada     | Liga  | Liga  | Copas nacionales | Copas nacionales | Copas internacionales | Copas internacionales | Total | Total |
| Club                                 | Div.          | Temporada     | Part. | Goles | Part.            | Goles            | Part.                 | Goles                 | Part. | Goles |
| ------------------------------------ | ------------- | ------------- | ----- | ----- | ---------------- | ---------------- | --------------------- | --------------------- | ----- | ----- |
| HNK Rijeka · Croacia                 | 1.ª           | 2020-21       | 0     | 0     | 1                | 1                | 1                     | 0                     | 2     | 1     |
| HNK Orijent 1919 · Croacia           | 3.ª           | 2020-21       | 16    | 0     | 0                | 0                | —                     | —                     | 16    | 0     |
| HNK Orijent 1919 · Croacia           | 3.ª           | 2021-22       | 14    | 1     | 1                | 0                | —                     | —                     | 15    | 1     |
| HNK Orijent 1919 · Croacia           | Total club    | Total club    | 30    | 1     | 1                | 0                | 0                     | 0                     | 31    | 1     |
| N. K. Hrvatski Dragovoljac · Croacia | 1.ª           | 2021-22       | 16    | 1     | 0                | 0                | —                     | —                     | 16    | 1     |
| N. K. Hrvatski Dragovoljac · Croacia | Total club    | Total club    | 16    | 1     | 0                | 0                | 0                     | 0                     | 16    | 1     |
| HNK Rijeka · Croacia                 | 1.ª           | 2022-23       | 11    | 0     | 0                | 0                | 2                     | 0                     | 13    | 0     |
| HNK Rijeka · Croacia                 | Total club    | Total club    | 11    | 0     | 1                | 1                | 3                     | 0                     | 15    | 1     |
| Total carrera                        | Total carrera | Total carrera | 57    | 2     | 2                | 1                | 3                     | 0                     | 62    | 3     |